# Escodra (prefeitura)
Escodra (em albanês:  Qarku i Shkodrës) é uma prefeitura da Albânia. Sua capital é a cidade de Escodra.

## Distritos
- Escodra
- Pukë
- Malësi e Madhe